# Das Haus ist schwarz
Das Haus ist schwarz (persisch خانه سیاه است Chane siah ast, DMG Ḫāneh siāh ast) ist ein mehrfach ausgezeichneter Dokumentarfilm aus dem Jahr 1962, unter der Regie der iranischen Dichterin Forugh Farrochzad. Der Film hatte einen wichtigen Einfluss auf das persische Kino, der auch in heutigen Filmen noch spürbar ist.

## Zusammenfassung
Der Film gibt einen Einblick in eine Leprakolonie und richtet sein Augenmerk auf das menschliche Befinden und die Schönheit der Schöpfung. Die Aufnahmen der Leprakranken sind unterlegt mit Farrochzads Wiedergabe von Passagen aus dem Alten Testament, dem Koran sowie ihren eigenen Gedichten.

## Hintergrund
Es ist der einzige Film, den die Dichterin inszenierte. Im Laufe der Dreharbeiten entwickelte sie eine Zuneigung zu Hossein Mansouri, einem Kind zweier Leprakranker, das sie später schließlich adoptierte.

## Rezeption
Das Haus ist schwarz wurde bei den Internationalen Kurzfilmtagen Oberhausen erstmals aufgeführt. Der Film erhielt dort den Preis für den besten Dokumentarfilm. 2019 wurde er durch die Fondazione Cineteca di Bologna und Ecran Noir Productions in Zusammenarbeit mit Ebrahim Golestan restauriert und digitalisiert. 2023 wurde er verschiedentlich im deutschsprachigen Raum auf Filmfestivals gezeigt, z. B. auf der Viennale und dem Filmfest Hamburg.